# Hunter (Arkansas)
Hunter est un village situé dans l’État américain de l'Arkansas, dans le comté de Woodruff.